# إيفان غوردون
إيفان غوردون (26 سبتمبر 1960 في جنوب أفريقيا - ) (بالإنجليزية: Evan Gordon)‏ هو لاعب كريكت جنوب أفريقي.

## وصلات خارجية
- إيفان غوردون على موقع إي آس بي آن كريك إنفو (الإنجليزية)